# Keteni
Keteni (prema ketoni) su vrlo reaktivni i nestabilni organski spojevi opće formule R1R2C=CO, u kojima je karbonilna skupina (CO) vezana dvostrukom vezom na susjedni ugljikov atom, a R1 i R2 mogu biti alkilne skupine, arilne skupine ili vodikovi atomi. Među tim je spojevima najjednostavniji keten.
Keten (H2C=CO) je nestabilan, bezbojan, vrlo otrovan plin koji se može prirediti termičkom razgradnjom acetona ili octene kiseline (ili acetanhidrida), a služi kao sredstvo za acetiliranje.